# Charles André
Charles André, född 18 mars 1842 i Chauny, Aisne, död 6 juni 1912, var en fransk astronom. 
André var assistent vid observatoriet i Paris 1864–1877 och blev 1877 professor i astronomi vid universitetet i Lyon och direktor för observatoriet där. Han utgav många arbeten inom den praktiska astronomin, fysiken och meteorologin, bland annat Traité d'astronomie stellaire (I, 1899; II, 1900). André tilldelades Lalandepriset 1874, tillsammans med flera andra, och Valzpriset 1901.